# Teliucu Inferior
Teliucu Inferior (veraltet Teliuc oder Teliucul de Jos; deutsch Untertelek, ungarisch Alsótelek) ist eine Gemeinde im Kreis Hunedoara in der Region Siebenbürgen in Rumänien.
Der Ort ist auch unter der deutschen Bezeichnung Eisenhammer und der ungarischen Telek bekannt.

## Geographische Lage

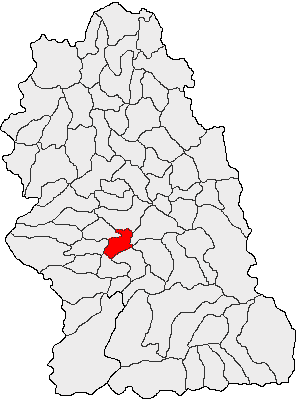
Lage der Gemeinde Teliucu Inferior im Kreis Hunedoara

Die Gemeinde Teliucu Inferior befindet sich im Südwesten des Siebenbürgischen Beckens östlich des Poiana-Ruscă-Gebirges, am Cerna – ein linker Zufluss des Mureș (Mieresch) –, in der historischen Region des Stuhlbezirks Vajdahunyad im Komitat Hunyad (Komitat Eisenmarkt). An der Kreisstraße (Drum județean) DJ 687E, befindet sich der Ort fünf Kilometer südlich der Stadt Hunedoara (Eisenmarkt); die Kreishauptstadt Deva (Diemrich) liegt etwa 21 Kilometer nördlich von Teliucu Inferior entfernt.

## Geschichte
Der Ort Teliucu Inferior wurde nach unterschiedlichen Angaben erstmals 1431 oder 1477 unter der ungarischen Bezeichnung Telethek urkundlich erwähnt. Eine Besiedlung der Region reicht jedoch weiter zurück. Nach Berichten von B. Pósta und M. Roska wurden auf dem Areal der Gemeinde archäologische Funde der Kupfersteinzeit gemacht.
Seit 1864 wurde auf dem Gebiet der Gemeinde Eisenerz gefördert. Nach 1990 – dem Zusammenbruch des Bergbaus in der Region – ist die Hauptbeschäftigung der Bevölkerung die Viehzucht die Land- und die Forstwirtschaft.

## Bevölkerung
1850 lebten auf dem Gebiet der Gemeinde 1219 Einwohner. 1023 davon waren Rumänen, 112 Ungarn und 84 Roma. Die höchste Einwohnerzahl der Gemeinde (6156) – gleichzeitig die der Rumänen (5914) und die der Ungarn (201) – wurde sprunghaft 1966 erreicht. Die höchste Anzahl der Roma wurde 1850 und die der Rumäniendeutsche (25) wurde 1956 gezählt. Darüber hinaus bezeichneten sich 1966 sechs, 1900, 1977 und 1992 je ein Einwohner als Ukrainer, 1956 und 1966 je ein Einwohner als Serbe und 1900, 1910 und 1930 je ein Einwohner als Slowake. Seit 1966 ist die Einwohnerzahl stark rückläufig. 2002 lebten auf dem Gebiet der Gemeinde Teliucu Inferior 2552 Menschen, davon waren 2489 Rumänen, 45 Magyaren, neun Roma, vier Siebenbürger Sachsen, drei Ukrainer und zwei Lipowaner.

## Sehenswürdigkeiten
- Der Cinciș-Stausee (⊙), 1964 südlich von Teliucu Inferior mit einer 48 Meter hohen und etwa 220 Meter langen Bogenstaumauer errichtet, ist etwa 40 Meter tief. Mit der Entstehung dieses Stausees, wurden zwei Dörfer und vier Weiler überflutet.[9] Auf dem Gebiet der überfluteten Orten standen auch drei orthodoxe und eine römisch-katholische Kirche.[10][11] Die Kirchen der ehemaligen Orte Cinciş und Cerna, wurden abgetragen und im neu entstandenen Dorf Cinciș-Cerna aufgebaut. Die anderen beiden Kirchen stehen heute überflutet am Seerand.[12] Nach mehreren Unfällen mit Todesfällen am See, wird dieser von den Einheimischen als der verdammte See genannt.
- Die katholische Kirche[13]
- Die orthodoxe Kirche,[14] wurde 1925 errichtet.[15]

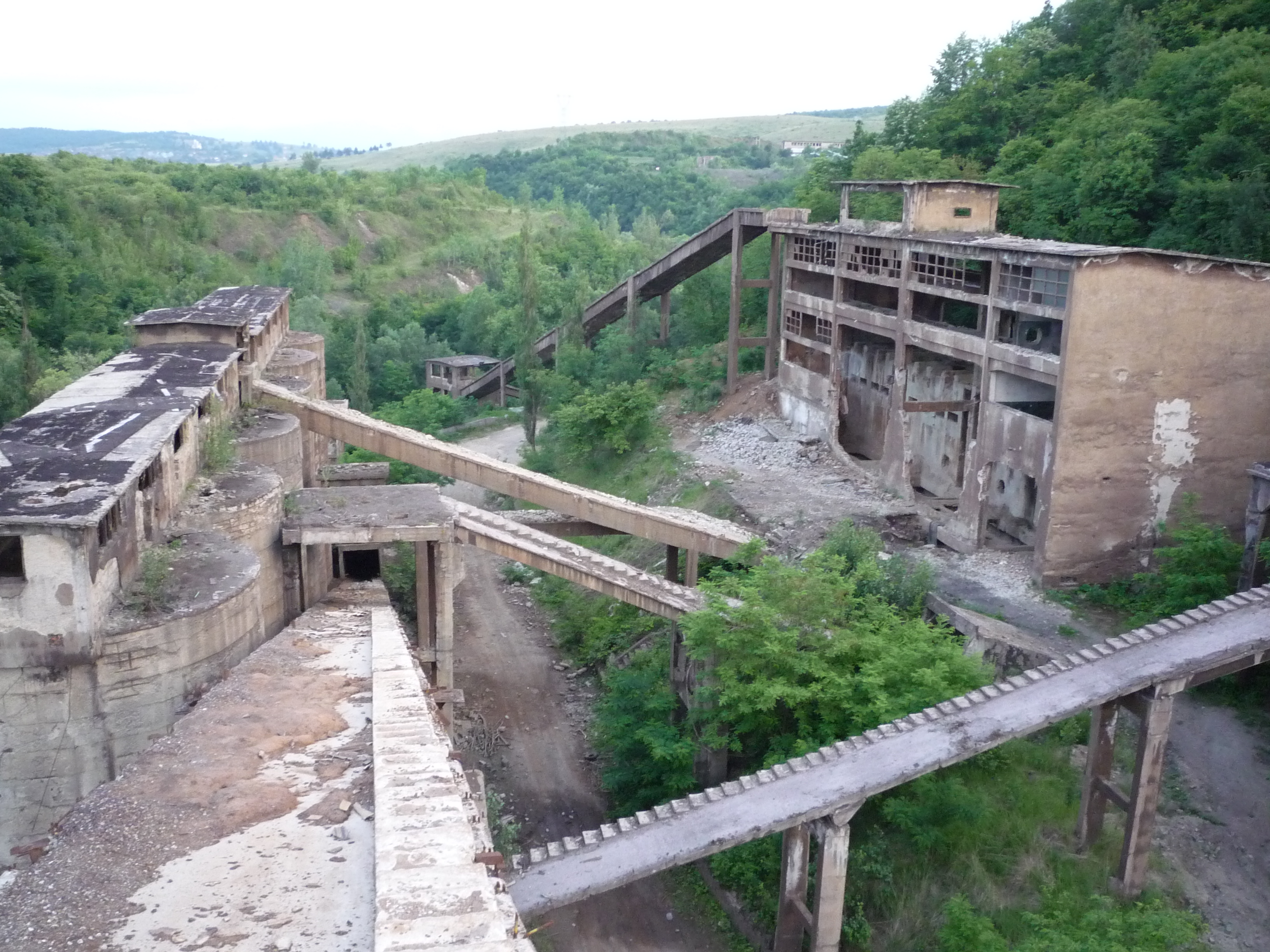
Die Ruinen einer Erz-Aufbereitungsanlage in Teliucu Inferior
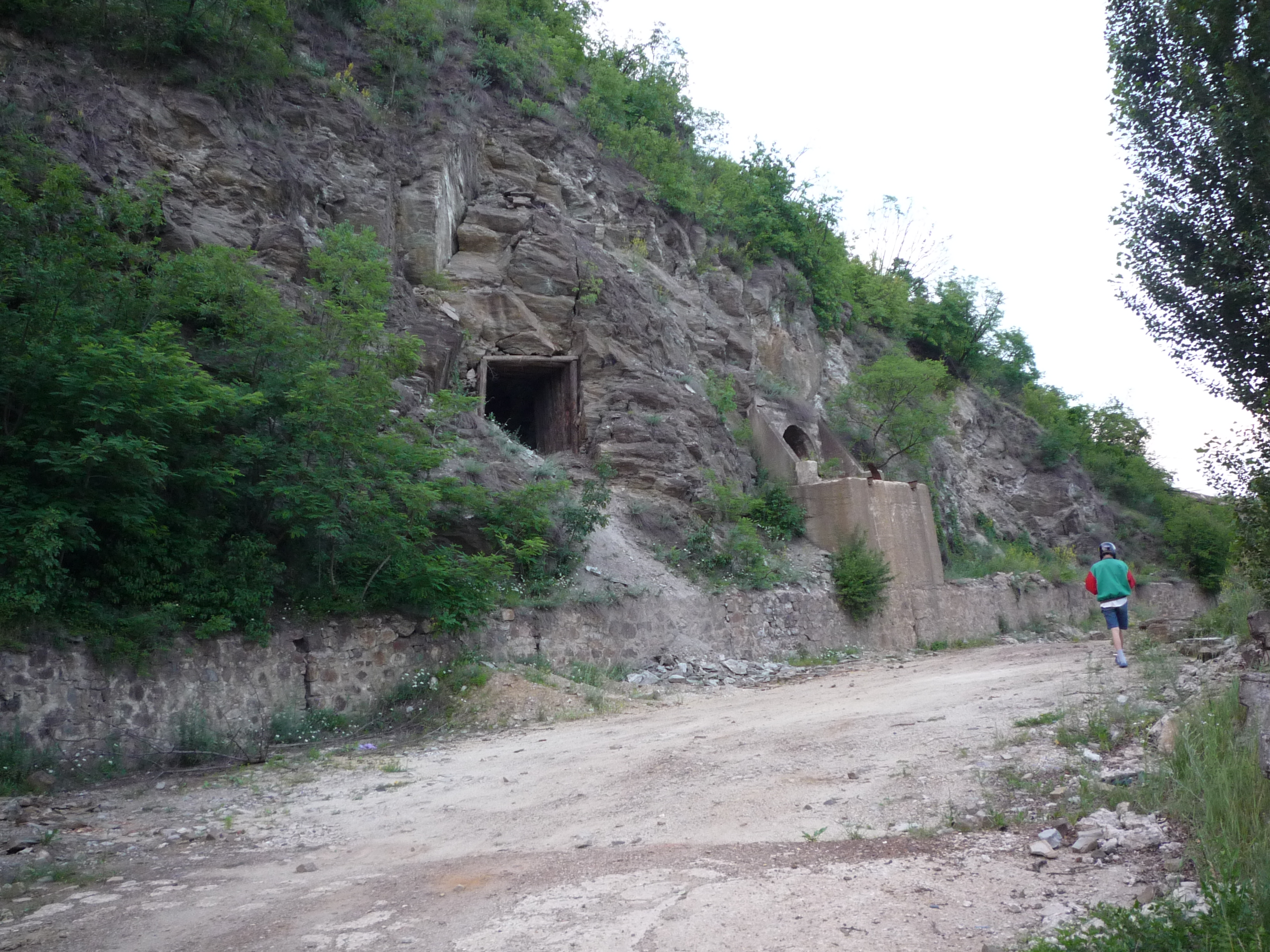
Ehemaliges Bergwerk bei Teliucu Inferior
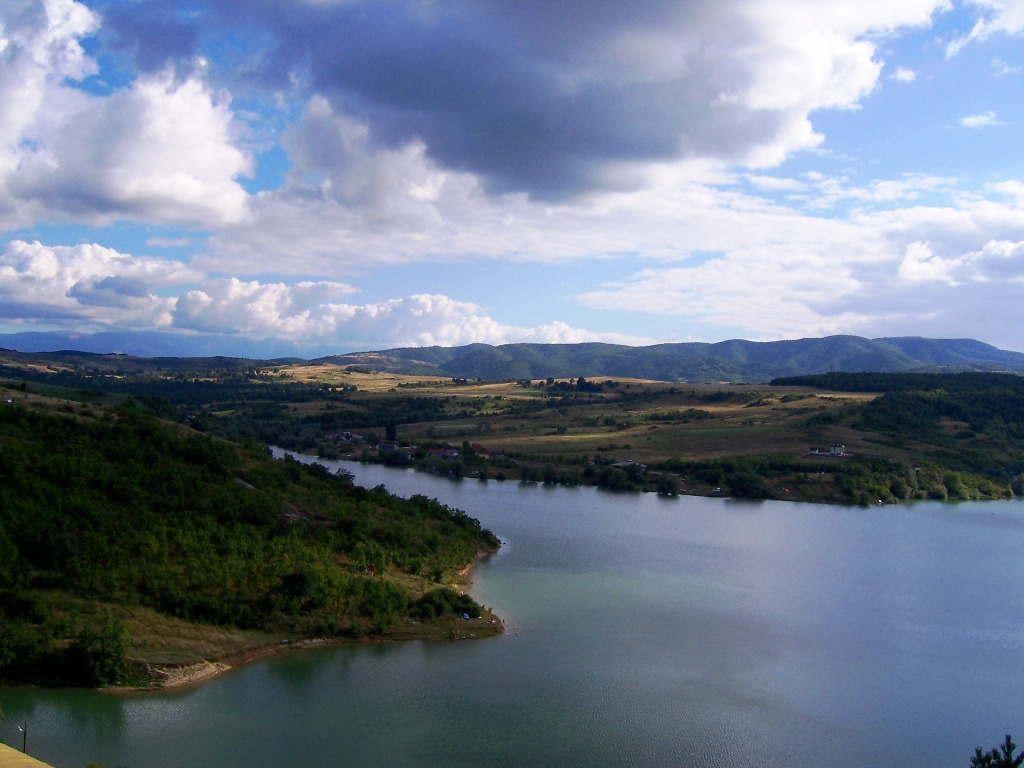
Blick auf den Cinciș-Stausee
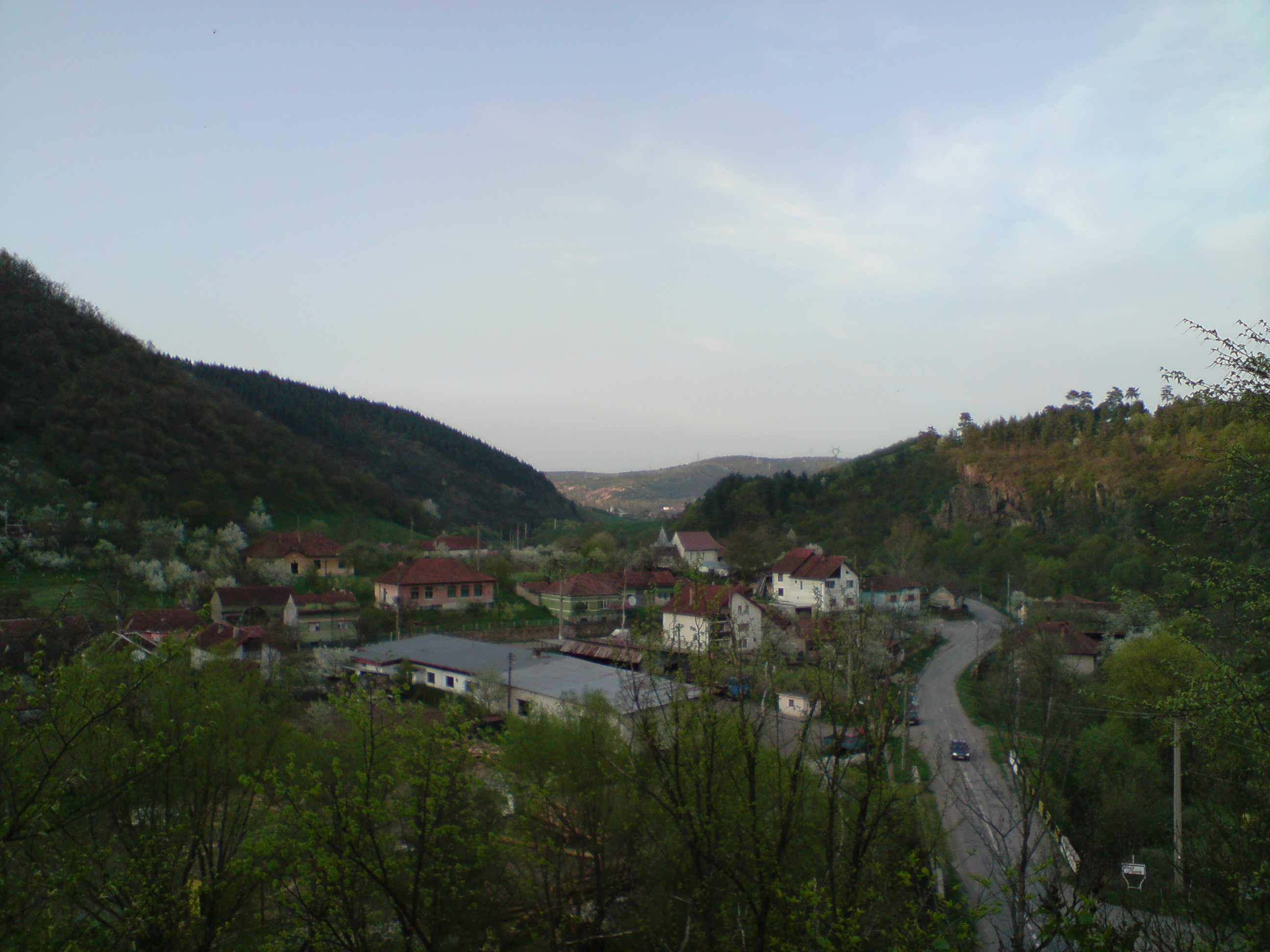
Blick auf Teliucu Superior